# The Charlie Brown and Snoopy Show
The Charlie Brown and Snoopy Show (en español El show de Charlie Brown y Snoopy) es una serie de televisión animada que presenta a los personajes e historias de la tira cómica Peanuts, creada por Charles M. Schulz. Se transmitió los sábados por la mañana en la cadena CBS de 1983 a 1985. Fue reemitida en Disney Channel y por Nickelodeon (dentro del programa-paquete You're on Nickelodeon, Charlie Brown de 1992 a 1998) en los años 90.  

## Personajes principales
- Snoopy
- Charlie Brown
- Linus
- Lucy
- Schroeder
- Peppermint Patty
- Marcie
- Franklin
- Woodstock
- Pig Pen
- Sally Brown
- Joe Cool

## Reparto
- Brad Kesten como Charlie Brown (1983).
- Brett Johnson como Charlie Brown (1985).
- Stacy Heather Tolkin como Sally Brown/Truffles (1983).
- Stacy Ferguson como Sally Brown/Patty (1985).
- Angela Lee como Lucy van Pelt (1983).
- Heather Stoneman como Lucy van Pelt (1985).
- Jeremy Schoenberg como Linus van Pelt/Floyd (1983).
- Jeremy Miller como Linus van Pelt (1985).
- Kevin Brando como Schroeder/5/Thibault/Shermy (1983).
- Danny Colby como Schroeder (1985).
- Jason Mendelson como Rerun van Pelt (acreditado como Jason Muller) (1983–1985).
- Carl Steven como Franklin/Pigpen (1985).
- Victoria Vargas como Peppermint Patty (1983).
- Gini Holtzman como Peppermint Patty (1985).
- Michael Dockery como Marcie (1983).
- Keri Houlihan como Marcie (1985).
- Mary Tunnell como Frieda/Eudora (1983).
- Bill Melendez como Snoopy/Woodstock (1983–1985).

### Doblaje para Hispanoamérica
El doblaje original de la serie para Hispanoamérica se realizó en Chile, en el estudio Leonardo Céspedes Producciones, con el siguiente reparto:
- Marcela Arroyave como Charlie Brown/Eudora
- Gianina Talloni como Lucy Van Pelt/Sally Brown/Frieda/Timoteo (Thibault)
- Laura Olazábal como Linus Van Pelt/Schroeder/Marcie/Patty/Shermy
- Viviana Navarro como Peppermint Patty/Pigpen

Posteriormente, en la década del '90, Nickelodeon redobló los episodios de la serie ya que estos se encontraban dentro del programa Estás en Nickelodeon, Charlie Brown. Este redoblaje se realizó en Venezuela, en M&M Studios, y contó con las siguientes voces:
- José Manuel Vieira como Charlie Brown
- Maythe Guedes como Linus Van Pelt
- Lilo Schmid como Lucy Van Pelt
- María Teresa Hernández como Peppermint Patty/Patty
- Mercedes Prato como Marcie/5/Rerun van Pelt
- Sergio Sáez como Schroeder
- Jhaidy Barboza como Franklin/Frieda

## Tema de apertura
El tema usado en la primera temporada era instrumental y con base de piano, y fue producido y escrito especialmente para el programa. Para la segunda temporada, una versión acortada de la canción "Let's Have a Party" del álbum Flashbeagle fue usado.

## Lanzamiento en VHS y DVD

### En VHS
En los años 80, Kartes Video Communications editó la serie en 9 volúmenes con dos episodios cada uno, con los títulos al estilo de los especiales de Peanuts normales. 
En 1996, Paramount Home Video editó la serie de la misma forma, con la diferencia de que en esta edición sí se mencionaba que los capítulos formaban parte del show. 

### En DVD
El 14 de junio de 2011, Warner Home Video lanzó el episodio 14 del show en DVD en el DVD Happiness is... Peanuts: Snoopy's Adventures junto con el especial Snoopy Getting Maried, Charlie Brown, conformando así el primer volumen de la colección Happiness is...Peanuts. El 18 de octubre de 2011 salió el segundo volumen de la colección, titulado Snow Days, que incluye el decimoctavo episodio de la serie, y además el especial She's a Good Skate, Charlie Brown. El episodio 13 fue editado en el tercer volumen Friends Forever el 27 de diciembre de 2011, junto con la película Estás enamorado, Charlie Brown. El decimoquinto episodio apareció en el DVD Team Snoopy, que salió a la venta el 8 de mayo de 2012. El 9 de octubre de 2012, fue lanzado  Go Snoopy Go!, incluyendo el décimo segundo episodio de la serie. Además, la serie entera está disponible a través de iTunes. 
El 20 de noviembre de 2012, Warner Bros. lanzó la serie completa en DVD dentro del sello Warner Archive Collection, lo que significa que es un lanzamiento Manufacture-on-Demand (MOD), que además está disponible en la tienda en línea de Warner y en Amazon.com. 
Todos los episodios fueron lanzados en DVD en Australia y Alemania en 2 sets de 2 discos cada uno. 
- Datos: Q717347